# Stefan Vesper

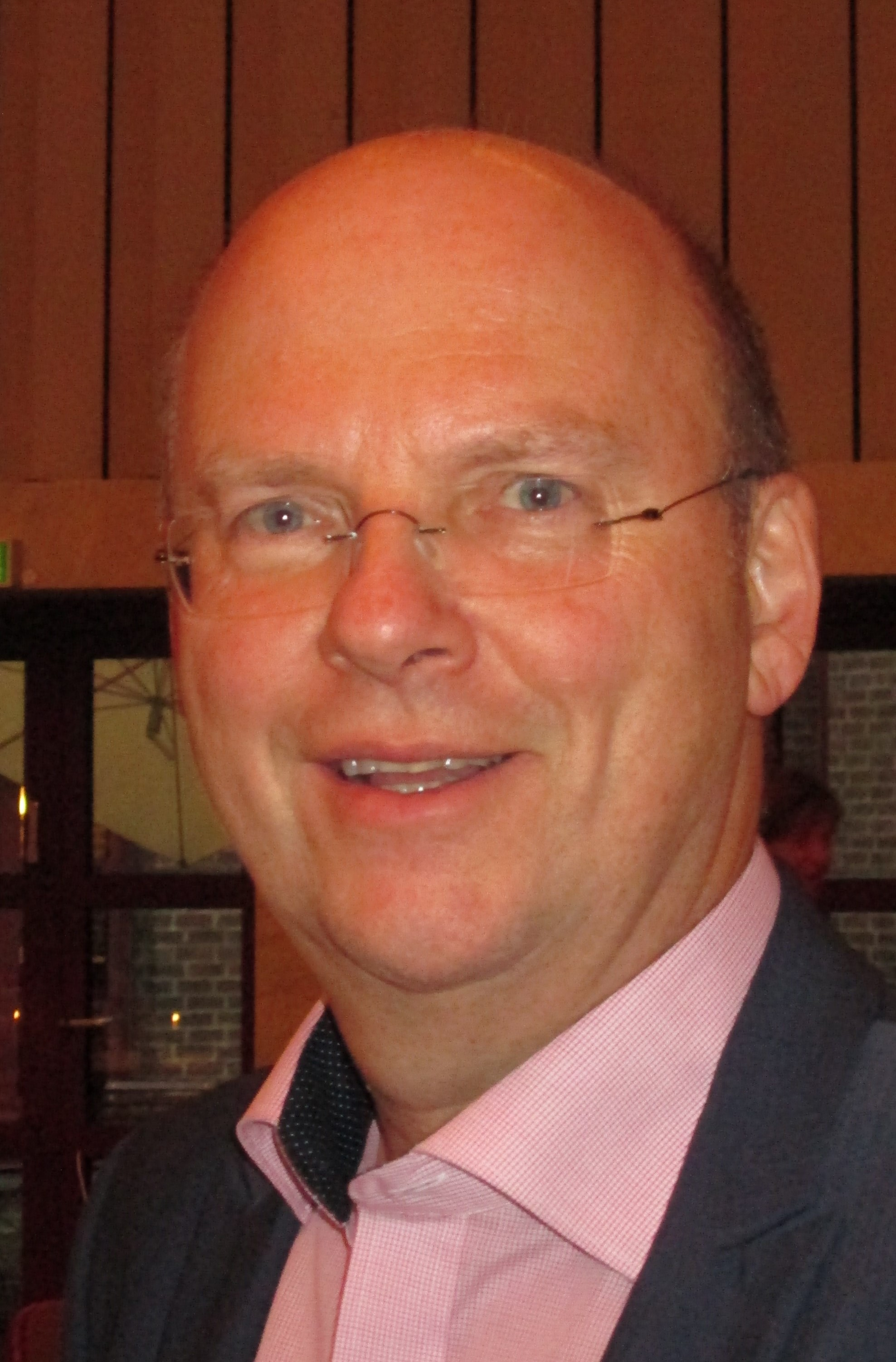
Stefan Vesper (2015)

Stefan Vesper (* 15. Februar 1956 in Düsseldorf) war von 1999 bis 2019 Generalsekretär des Zentralkomitees der deutschen Katholiken (ZdK).

## Werdegang
Nach dem Abitur am Staatlichen Görres-Gymnasium in Düsseldorf und dem Zivildienst in einem Jugendheim der Katholischen Studierenden Jugend (KSJ) studierte er Geschichte und Katholische Theologie in Köln und Bonn. Während des Studiums schrieb er 1978 den Kanon Jeder Teil dieser Erde ist meinem Volk heilig, nach den Worten des Häuptlings Seattle. Nach dem Referendariat und dem Zweiten Staatsexamen war er von 1987 bis 1995 und wieder von 1998 bis 1999 (in Teilzeitanstellung) Pädagogischer Mitarbeiter am Katholisch-Sozialen Institut (KSI) der Erzdiözese Köln in Bad Honnef.
1992 promovierte er mit einer Arbeit zum Thema „Herausforderungen und Chancen katholisch-sozialer Erwachsenenbildung am Beispiel des konziliaren Prozesses für Gerechtigkeit, Frieden und Bewahrung der Schöpfung“ im Fach Religionspädagogik/Erwachsenenbildung an der Universität Osnabrück/Vechta zum Dr. phil. Im WS 1994/95 nahm er einen Lehrauftrag am Seminar für Katholische Theologie der Universität zu Köln im Bereich Religionspädagogik/Erwachsenenbildung zum Thema „Umweltethik lehren und lernen“ wahr.
1996 und 1997 war Stefan Vesper beim Sekretariat des Rates der Europäischen Bischofskonferenzen in St. Gallen tätig, u. a. als Versammlungssekretär für die Zweite Europäische Ökumenische Versammlung in Graz zum Thema „Versöhnung – Gabe Gottes und Quelle neuen Lebens“ (23.–29. Juni 1997). Parallel zu seiner Tätigkeit am Katholisch-Sozialen Institut in Bad Honnef war er Leiter der von der Europäischen Föderation für Katholische Erwachsenenbildung (FEECA) und der Katholischen Bundesarbeitsgemeinschaft für Erwachsenenbildung (KBE) eingerichteten Internationalen Arbeitsstelle für Erwachsenenbildung (IAE) in Brüssel.
Ab dem 1. September 1999 war er Generalsekretär des Zentralkomitees der deutschen Katholiken (ZdK). Am 14. September 2018 wurde bekanntgegeben, dass Vesper, dessen Amtszeit 2023 enden würde, bereits zum 1. September 2019 in den Ruhestand gehen werde. Er wurde am 22. November 2019 im Rahmen der Vollversammlung des Zentralkomitees verabschiedet. Sein Nachfolger ist seit dem 1. Januar 2020 Marc Frings.
Vesper ist Mitglied der CDU. Im Mai 2021 wurde er zum Vorsitzenden der Stiftung Bundeskanzler-Adenauer-Haus gewählt.

## Familie
Stefan Vesper ist verheiratet, Vater zweier erwachsener Töchter und lebt in Bad Honnef. Sein Bruder Michael Vesper ist ein ehemaliger Politiker (Bündnis 90/Die Grünen), ehemaliger Landesminister in Nordrhein-Westfalen und bekleidete von 2006 bis 2017 das Amt des Generaldirektors des Deutschen Olympischen Sportbundes (DOSB).

## Veröffentlichungen
- Herausforderungen und Chancen katholisch-sozialer Erwachsenenbildung am Beispiel des konziliaren Prozesses für Gerechtigkeit, Frieden und Bewahrung der Schöpfung, St. Ottilien (EOS-Verlag) 1993
- Für das Evangelische Gesangbuch hat Michael Vesper den Kanon »Jeder Teil dieser Erde« zu einer dem Häuptling Seattle zugeschriebenen Rede geschrieben. Der Kanon ist veröffentlicht in den Regionalteilen Rheinland-Westfalen-Lippe (Nr. 672), Hessen (Nr. 635) und Bayern-Thüringen (Nr. 655)